# Kaarel Eenpalu
Kaarel Eenpalu (bis 22. Februar 1935 Karl Einbund; * 16. Maijul. / 28. Mai 1888greg. auf dem Hof Palu, Vesneri, Kreis Tartu; † 27. oder 28. Januar 1942 im Gefangenenlager Wjatka, Oblast Kirow/Sowjetunion) war ein estnischer Jurist, Politiker und 1932 Staatsoberhaupt der Republik Estland.

## Ausbildung
Nach der Schulzeit in der Dorfschule von Vesmeri und am privaten Hugo-Treffner-Gymnasium in Tartu studierte Eenpalu von 1909 bis 1914 Rechtswissenschaften an der Universität Tartu. Er legte an der Universität Moskau sein Examen als Kandidat der Rechtswissenschaften ab. Eenpalu war Mitglied des patriotisch gesinnten Vereins Studierender Esten (Eesti Üliõpilaste Selts).

## Erster Weltkrieg
Eenpalu nahm ab 1914 am Ersten Weltkrieg teil. 1917 folgte eine militärische Ausbildung an der nach Paul I. benannten Kriegsakademie in Petrograd. Bis 1918 war Eenpalu Kommandant eines russischen Artilleriebataillons, in dem er 1918 die Ausrufung der staatlichen Unabhängigkeit Estlands erlebte. 1918/19 nahm Kaarel Eenpalu am estnischen Freiheitskrieg gegen Sowjetrussland teil.

## Estnische Republik

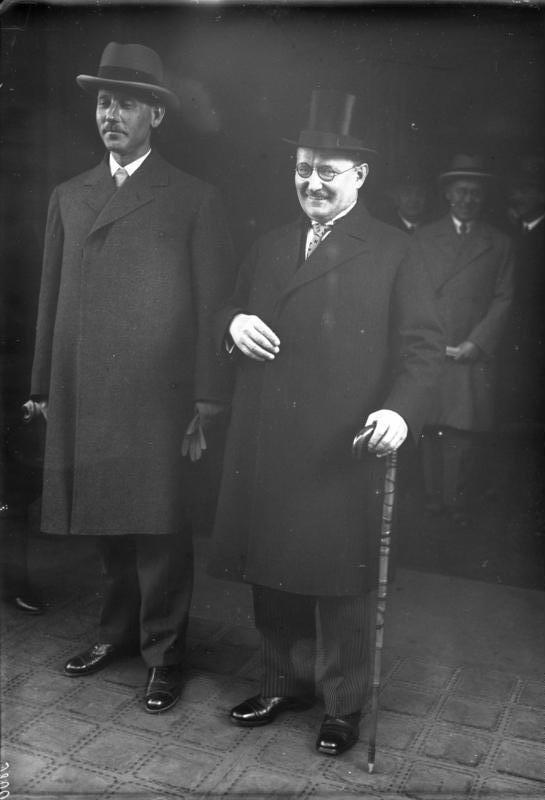
Kaarel Eenpalu und Paul Löbe auf dem Bahnhof Berlin Friedrichstraße (Mai 1930)

Eenpalu wurde 1919 als Mitglied der Volkspartei (Rahvaerakond) in die Konstituierende Versammlung Estlands gewählt und war bis 1940 Mitglied im estnischen Parlament (Riigikogu). 1919–1920 war er Staatskontrolleur (Riigikontrolör), 1920–1926 estnischer Innenminister und Gründer der estnischen Polizei. Von 1926 bis 1934 bekleidete er (mit Unterbrechungen) das Amt des Parlamentspräsidenten. Vom 19. Juli 1932 bis zum 1. November 1932 war Kaarel Eenpalu als Staatsältester (Riigivanem) estnisches Staatsoberhaupt. Von 1934 bis 1938 war er erneut Innenminister und stellvertretender Ministerpräsident und 1938/39 Ministerpräsident. Daneben war Eenpalu als Redakteur bzw. Chefredakteur der Zeitungen Postimees, Tallinna Teataja und Kaja tätig sowie von 1923 bis 1940 Mitglied des Estnischen Olympischen Komitees.
Nach dem faktischen Staatsstreich vom 12. März 1934 gehörte Eenpalu zusammen mit Konstantin Päts und Johan Laidoner zum führenden, diktatorisch regierenden Politikerzirkel in Estland. Er war maßgeblich an der Verwirklichung des autoritären innenpolitischen Kurses und der Formulierung eines betont nationalistischen Staatsverständnisses beteiligt.

## Deportation
Nach der Besetzung Estlands durch die Sowjetunion wurde Eenpalu am 27. Juli 1940 durch das NKWD verhaftet und in das Innere der Sowjetunion deportiert. Er starb 1942 in der Gefangenschaft. Seine sterblichen Überreste liegen heute auf dem Friedhof des Dorfes Äksi im Landkreis Tartumaa begraben.

## Familie
Eenpalu war verheiratet mit Linda-Maria Eenpalu (* 1890), die ihm die Töchter Helmi-Aino (* 1917), Virve (* 1919), Tiiu-Hilja (* 1921) und Mai-Linda (* 1923) schenkte. Seine Frau und die Tochter Virve kehrten 1956 nach fünfzehnjähriger Verbannung in der Oblast Tomsk (Dorf Makarjewka) nach Estland zurück. Tiiu-Hilja und Helmi-Aino gelang 1944 die Flucht nach Deutschland.

## Veröffentlichungen von Kaarel Eenpalu (Auswahl)
- Raamatukogud ja nende asutamine (1912)
- Rahvaraamatukogude sisemine korraldus (1914)
- Vaba iseseisev Eesti. I (1918)
- Õiguslik riik (1918)